# Bennewitz
Bennewitz è un comune di 5 101 abitanti della Sassonia, in Germania.
Appartiene al circondario (Landkreis) di Lipsia (targa L).